# 도구 변수

도구 변수 (instrument variable)란 통계학에서 사용되는 용어의 일종이다.
두가지 변수 X(원인) 와 Y(결과)를 가정했을 때 Y가 X에 의해 영향을 받는지 확인하고 싶은 경우, X에만 영향을 끼치고 Y에는 영향을 끼치지 않음을 이미 알고 있는 변수K를 추가했을 때 X, Y 의 변화를 추적함으로써 X가 정말로 Y에 영향을 미치는지 확인할 수 있다.
이와같은 확인작업에 사용되는 변수 K를 X, Y 에 대한 도구 변수라고 칭한다.

## 같이 보기
- 대리변수